# Мітреум Великого цирку

Схематичний план мітреуму

Мітреум Великого цирку (італ. Il Mitreo del Circo Massimo) — Мітреум в Римі, розташований недалеко від Тибру, на частині території Великого цирку, прилеглої до кордону Бичачого форуму, під будівлею на вулиці Віа дель Ара Массіма ді Ерколе (Великого вівтаря Геркулеса).

## Історія
Громадська цегляна будівля імперської епохи з видом на Великий цирк була виявлена та розкопана в 1931 після будівельних робіт на складі костюмів та декорацій Римського оперного театру. Перший поверх старовинної будівлі досить добре зберігся: п'ять паралельних прямокутних кімнат, що сполучаються одна з одною, і дві великі сходи з боку, зверненого до цирку.
У III столітті частину приміщень будівлі пристосовано під мітреум. Головний вхід, ймовірно, був на східній стороні, нині доступ до мітреуму здійснюється через другорядний вхід. З наступної кімнати можна було увійти до святилища, spaeleum («печеру»), з невеликою кімнатою з нішею праворуч, свого роду ризницею (appatorium). У цій першій секції підлога викладена цеглою епохи Діоклетіана.
У стіні атріуму дві ніші з мармуровими основами, де знайдено статуї Кавта та Кавтопата. За ними йдуть чотири зали з місцями для віруючих. Підлога була покрита мармуром, що частково зберігся. На задній стіні головного залу напівкругла ніша, в якій мала розташовуватися статуя Мітри. Невідомо, де розміщувався знайдений барельєф, що зображує Митру, що вбиває бика, в оточенні Кавта, Кавтопата, Сонця, Місяця та ворона, в лівій частині рельєфу повторений образ Мітри, що несе на плечах убитого бика.